# Redallah Doulyazal
Redallah Doulyazal, né le 3 septembre 1985 à Casablanca, est un footballeur marocain. Il évolue au poste de milieu de terrain.

## Carrière

### En club
Formé au Wydad de Casablanca, Redallah Doulyazal entre dans l'équipe première en 2004.
Durant l'été 2009, Doulyazal quitte le Maroc pour rejoindre les États-Unis et le club du FC Sounders.

### En sélection
Doulyazal fait partie de l'équipe du Maroc U-20 demi-finaliste de la Coupe du monde de football des moins de 20 ans 2005.

### Palmarès
- Demi-finaliste de la Coupe du monde U-20 en 2005 avec l'équipe du Maroc U-20
- Champion du Maroc en 2006 avec le Wydad de Casablanca
- Finaliste de la Ligue des champions arabes en 2008 et 2009 avec le Wydad de Casablanca